# Yreka
Yreka város az USA Kalifornia államában. Lakosainak száma 7807 fő (2020. április 1.).

## Népesség
A település népességének változása:

| 2010 | 7 765 |
| 2020 | 7 807 |